# Andrea Frezza
Andrea Frezza (Laureana di Borrello, 18 giugno 1937 – Vibo Marina, 29 marzo 2012) è stato un regista, sceneggiatore, scrittore e intellettuale italiano.
Frezza è stato un esponente del cinema d'impegno, insegnante di cinema ed è conosciuto per i suoi documentari di grande impatto visivo. 

## Biografia
Andrea Frezza nasce in un paese dell'entroterra calabrese in provincia di Reggio Calabria, decide che la sua vita sarà legata al cinema e si trasferisce a Roma dipolomandosi nel 1962 presso il Centro Sperimentale di Cinematografia; successivamente ha lavorato come giornalista e critico cinematografico. Ha ricoperto il ruolo di segretario nella Federazione Italiana Circoli Cinematografici (F.I.C.C.), di cui fonda lui stesso il primo cine club nella città calabrese di Vibo Valentia. Conosciuto per i numerosi film documentari di cui ha ricoperto il ruolo di regista e di assistente alla regia, debutta nel 1969 con il film Il gatto selvaggio, opera che attraversa la vita di un giovane anarchico (Carlo Cecchi), presagendo un delirio terroristico che dilagherà fino agli anni '80. Oltre a lavorare per la televisione, collabora come sceneggiatore per altri registi e si dedica ad un'altra grande sua passione la scrittura di libri. Vive per un lungo periodo in California, durante il quale usa lo pseudonimo Robert F.Jordan. Nel 1996 gira il film Ultimo Bersaglio, opera che si ispira ad un racconto di Primo Levi, thriller con sfondo una vicenda dimenticata dell'olocausto. I suoi ultimi anni di vita li trascorre nel sorridente borgo marino calabrese Vibo Marina, qui scrive la sua ultima opera letteraria, una sorta di biografia dal titolo Cosi viviamo per dire sempre addio
.

## Filmografia[5]

### Regista

#### Lungometraggi
- Il gatto selvaggio (1969)
- Ultimo bersaglio (1996)

#### Televisione
- Memoriale della rovina (1973)
- Pane altrui (1974)
- Patatine di contorno (1976)
- I problemi di don Isidro (1978)
- La zia di Carlo (1983)

#### Cortometraggi
- Incontro all'alba (1962)
- Pane e altro (1963)
- Roma dei Belli (1964)
- Umberto Saba e gli umani animali (1966)
- B&B (L'importanza della bellezza nella società degli anni sessanta)
- Conversazione in Calabria
- Goti Visigoti Bizantini e petrolchimica

#### Documentari
- L'addio a Enrico Berlinguer (1984)
- Un altro mondo è possibile (2001)
- La primavera del 2002 - L'Italia protesta, l'Italia si ferma (2002)

### Sceneggiatore[6]
- Il gatto selvaggio (1969)
- I problemi di don Isidro (1978)
- Due assi per un turbo (1987)
- Bangkok solo andata (1989)
- Segreto di stato (1995)
- Ultimo bersaglio (1996)
- La quindicesima epistola (1998)
- Tre addii (1999)
- Mai con i quadri (1999)
- Giochi pericolosi (2000)
- Una lunga notte (2001)
- Il commissario (2002)
- Scossa[7] (2011)

## Libri
- I giorni dell'inganno, Napoli, Tullio Pironti, 1992
- Il ricatto della croce, Torino, Robin, 1999
- La luna di Sho.nan-ko, Torino, Robin, 2000
- Albergo paradiso, Soveria Mannelli (CZ),Iride, 2006
- L'assedio dei quaranta inverni, Soveria Mannelli (CZ),Iride, 2007
- La cruna della notte, Soveria Mannelli (CZ),Iride, 2009
- Così viviamo per dire sempre addio, Soveria Mannelli (CZ), Rubbettino, 2010